# Dyscolia subquadrata
Dyscolia subquadrata är en armfotingsart som först beskrevs av John Gwyn Jeffreys 1878.  Dyscolia subquadrata ingår i släktet Dyscolia och familjen Dyscoliidae. Inga underarter finns listade i Catalogue of Life.